# Alexis de Rome
Pour les articles homonymes, voir Saint Alexis.
Alexis de Rome ou Alexis d'Édesse dit « l'Homme de Dieu » († vers 412) est un saint chrétien fêté le 17 février par l'Église orthodoxe, et le 17 juillet par l'Église catholique, du moins jusqu'à sa radiation du Calendrier romain général survenue en 1969.

## Histoire et tradition
Selon sa légende, saint Alexis (grec Ἀλέξιος, latin Alexius) était un jeune patricien qui devint mendiant pour l'amour de Dieu. Il choisit le dénuement total en renonçant au mariage, aux biens terrestres et même à son identité. Après de longues années passées en Orient dans la mortification et la mendicité, il revint à Rome poursuivre jusqu'à sa mort sa double ascèse, incognito, devant le palais de ses parents. 
La Vie d'Alexis, rédigée originellement en grec et traduite en de nombreuses langues, est un « récit utile à l'âme » qui eut un grand succès dans tout le monde chrétien. Elle se présente déjà sous sa forme définitive dans le résumé qu'en donna, vers 950, le Synaxaire de Constantinople. 
Ce livre liturgique grec condense là une tradition hagiographique remontant probablement au VIIIe siècle et qui n'est en réalité que la fusion, avec transposition à Rome, de deux légendes antérieures, à savoir l'histoire syriaque de Mar Riscia, l' « Homme de Dieu » d'Édesse (BHO 36 ; milieu du ve siècle ?)
, et la Vie grecque du saint constantinopolitain Jean le Calybite (BHG 868 ; seconde moitié du ve siècle ?). La Vie grecque de saint Alexis est parvenue jusqu'à nous dans diverses recensions dont les plus anciennes portent les numéros BHG 51 à 54 et contiennent de légères divergences entre elles.
Selon cette légende, Alexis, fils du sénateur Euphémien et de sa noble épouse Aglaïs, était un jeune patricien romain qui vivait au temps des empereurs Honorius (395-423) et Arcadius (395-408). Ses parents, tous deux d'une grande piété, le fiancèrent à une jeune fille vertueuse. Alexis convainquit celle-ci, le soir de leurs noces, de renoncer au mariage. S'enfuyant aussitôt, il s'embarqua pour la Syrie et gagna la Mésopotamie pour s'arrêter dans la ville d'Édesse. 

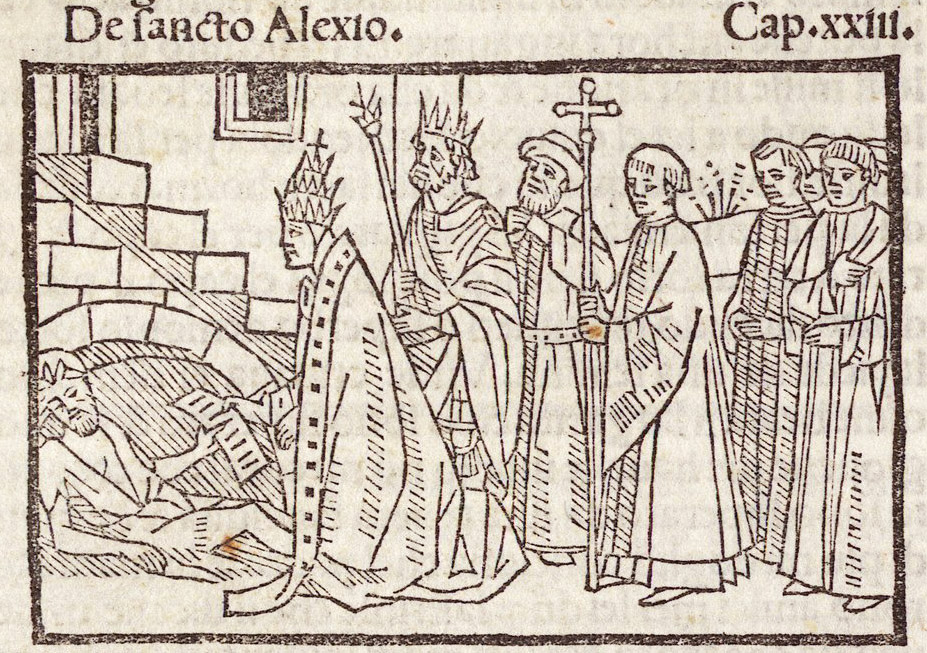
Alexis dans La Légende dorée (1497).

Là, il vendit tous ses biens pour les donner aux pauvres et se fit mendiant sous le porche de l'église de la sainte Théotokos (Mère de Dieu). Il s'imposa ainsi une vie de mortification pendant dix-sept ans. Le portier de l'église, avec l'aide de sainte Marie, finit par l'identifier et divulgua son secret : sa sainteté attira alors des foules pieuses. Par humilité, le mendiant quitta Édesse et s'embarqua de nouveau, voulant aller à Tarse, patrie de saint Paul. Mais une tempête détourna son bateau jusqu'à Rome. 
Se sachant méconnaissable en raison des privations qui avaient usé son corps et déformé ses traits, il se réfugia sous l'escalier du palais de ses parents et vécut là, pendant dix-sept ans encore, dans une extrême indigence. Chaque jour, ses anciens serviteurs l'insultaient, mais il était nourri sur l'ordre de son père, apitoyé par sa misère : ni les premiers, ni le second ne le reconnaissaient. Sentant venir son heure dernière, celui qu'on nommait autrefois Alexis demanda un calame, un peu d'encre et un morceau de parchemin, et y coucha par écrit le bref récit de sa vie. Une voix divine avertit l' « archevêque » Marcien de la mort de l' « Homme de Dieu », puis de son identité et du lieu où gisait son corps ; le prélat s'y rendit avec Euphémien et Aglaïs. Le défunt tenait encore, serré dans sa main, le parchemin révélateur. 

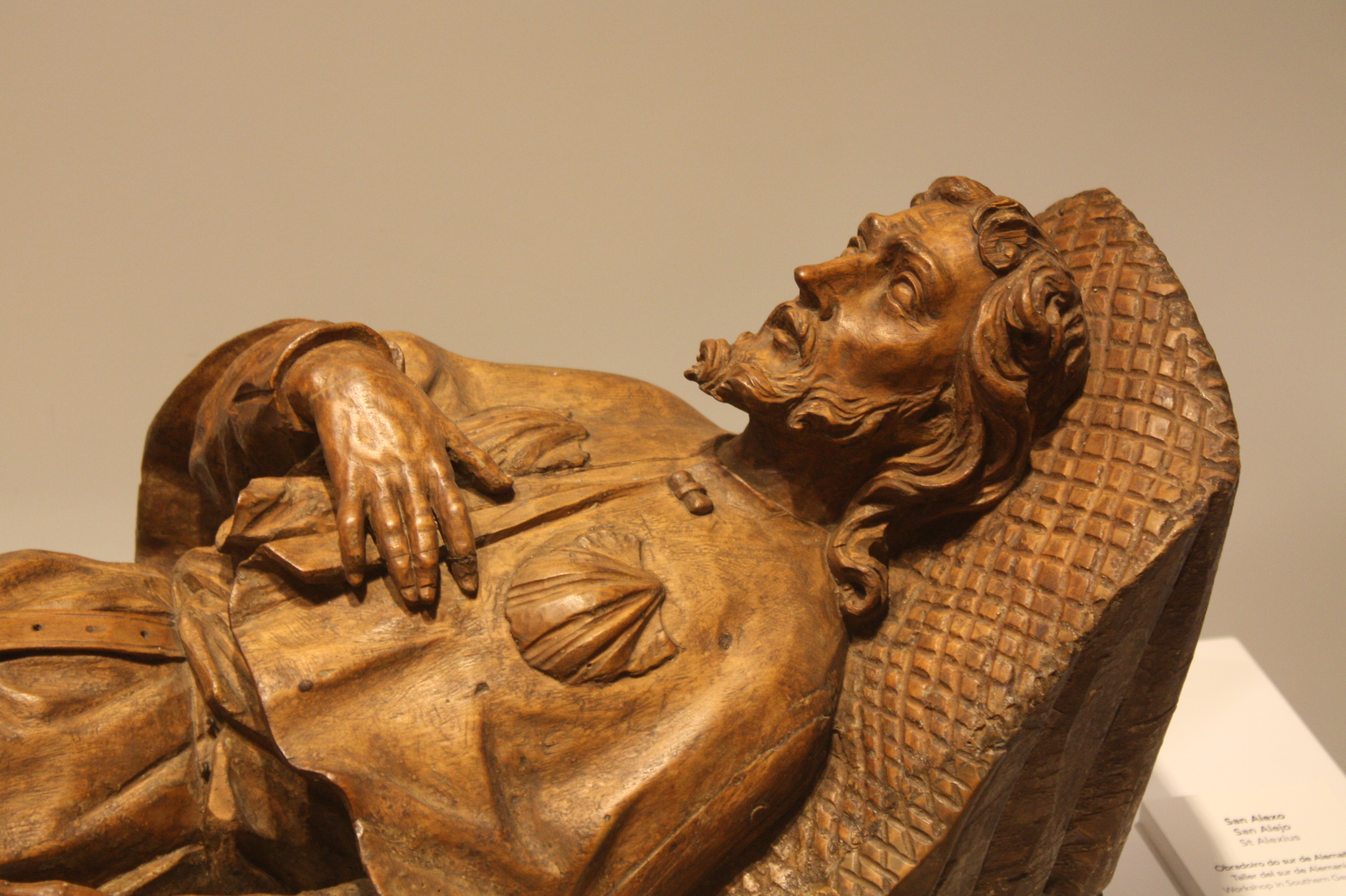
Saint Alexis de Rome, sculpture provenant d'un atelier du sud de l'Allemagne (XVII), musée du Pèlerinage, Saint-Jacques-de-Compostelle, Espagne.

Seul l'empereur Honorius parvint à desserrer ses doigts et l'on donna lecture du récit d'Alexis : tous les Romains apprirent ainsi avec stupeur le long renoncement du saint. Sa dépouille fut portée en l'église Saint-Boniface (selon BHG 51, 52 et 53), ou en la basilique Saint-Pierre (si l'on suit le Synaxaire de Constantinople et BHG 54 ), pour des funérailles solennelles.
La Vie grecque de saint Alexis fut traduite en latin à partir du xe siècle : la version BHL 289 ne peut être postérieure au deuxième quart du siècle. La Vie romaine BHL 286, quant à elle, remonte à la fin du xe siècle; au cours des xie et xiie siècles, elle se diffusa largement en France, où elle fut prédominante dans l'ouest, au centre et dans l'est. La recension BHL 287 (manuscrit du Mont-Cassin) est datée de la première moitié du xie siècle; la recension BHL 288 (xie siècle elle aussi) se répand à la même époque au nord de la France et en Wallonie. Les versions latines de la légende furent à leur tour adaptées dans diverses langues vernaculaires au cours du Moyen Âge.

## Culte
Saint Alexis est parfaitement inconnu de tous les martyrologes et calendriers antérieurs à l'an Mil. Le dossier hagiographique, qui commença à se constituer fort tard (viiie siècle), engendra, aux ixe et xe siècles, un culte d'abord limité au monde byzantin, puis exporté vers 980 à Rome, d'où il se diffusa rapidement dans le reste de la chrétienté.
En raison de son absence d'historicité, saint Alexis a vu son nom supprimé du Calendrier romain général dans le cadre du concile Vatican II. Le nouveau Calendrier liturgique romain présenté à la suite du motu proprio Mysterii paschalis publié le 14 février 1969 par le pape Paul VI est formel sur ce point : « saint Alexis (17 juillet) » figure dans la rubrique « Saints qui présentent de graves difficultés historiques » (Sancti qui graves historicas difficultates praebent) et, par conséquent, a été officiellement radié de la liste des saints dont le culte est autorisé dans l'Église catholique. En revanche, il demeure l'objet d'une grande vénération dans l'Église orthodoxe.
L’église des Saints-Boniface-et-Alexis, à Rome, sur l'Aventin, était placée à l'origine (viie siècle) sous le patronage du seul Boniface, martyr de Tarse de Cilicie ; la dédicace supplémentaire à saint Alexis n'advint qu'en 986 et est probablement la conséquence du séjour du métropolite syrien exilé Serge de Damas, qui, accueilli et installé en ces lieux par le pape Benoît VII en 977, y avait fondé une communauté monastique grecque. 
On peut voir dans la basilique de l'Aventin une statue en plâtre de saint Alexis (œuvre d'Andrea Bergondi, qui florissait dans les années 1760-1780) placée sous un coffre en cristal et bois doré contenant ce qui est censé être quelques marches de l'escalier familial sous lequel serait mort le saint mendiant.
Le chef (crâne) de saint Alexis est vénéré dans le monastère de la Sainte Laure, près de Kalavryta, dans le Péloponnèse (Grèce).

## Œuvres inspirées par la vie d'Alexis

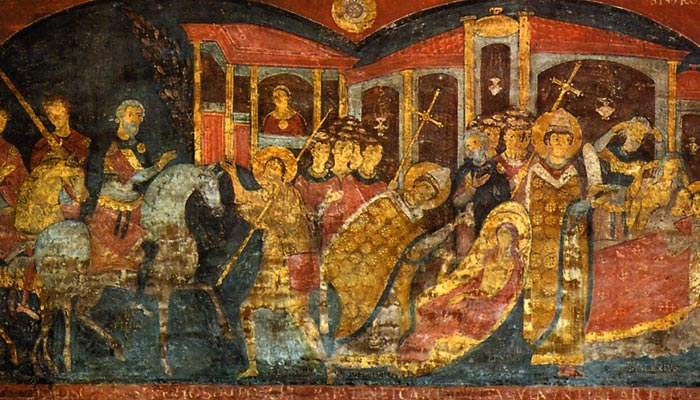
Vie d'Alexis de Rome, fresque du XIe siècle dans la basilique inférieure de la basilique Saint-Clément-du-Latran.

- La Vie de saint Alexis, ou Chanson de saint Alexis, est une série de poèmes hagiographiques médiévaux qui racontent la vie du saint et dont les versions les plus anciennes remontent au XIe siècle.
- Alexius, poème de Konrad de Würzburg (circa 1275).
- Le Miracle de saint Alexis (1382), dernier en date des quarante Miracles de Notre-Dame.
- Auto de Santo Aleyxio (1613), drame sacré du poète portugais Baltasar Dias publié à Lisbonne en 1659 chez Domingo Carneiro.
- Il Sant'Alessio, opéra de 1632 de Stefano Landi.
- L'Illustre Olympie ou le Saint Alexis, tragédie de 1645 par Nicolas Mary, sieur Desfontaines (éd. nouvelle par Claude Bourqui et Simone de Reyff, Paris, Société des textes français modernes, 2005).
- La Vida de san Alexo. Comédie hagiographique d'Agustín Moreto (1618-1669), écrite en 1657, publiée à Valencia en 1676 chez B. Macé.
- Sant'Alessio, oratorio de Camilla de Rossi, composé en 1710.
- Le Dit d’Alexis, homme de Dieu, pour chœur et orchestre, op. 20, cantate de Nikolaï Rimski-Korsakov composée en 1878 (5' 40).
- Le pauvre sous l'escalier : trois épisodes d'après la Vie de saint Alexis, pièce d'Henri Ghéon publiée en 1920 aux Éditions de la Nouvelle revue française.
- Komedija o Aleksee (« Comédie sur Alexis »), pièce du poète russe Mikhaïl Kouzmine (1872-1936), représentée au Théâtre de la Kommissarževskaja (date inconnue).

## Iconographie
- Saint Alexis mourant (Pierre de Cortone) (1638)